# Antônio Clemente Pinto Neto

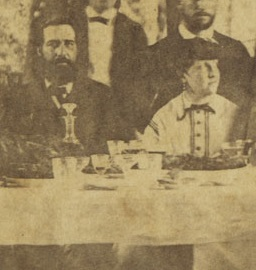
Antônio Clemente Pinto Neto ao lado da Princesa D. Isabel

Antônio Clemente Pinto Neto, segundo Barão de São Clemente (Nova Friburgo, 19 de março de 1860 – Rio de Janeiro, 13 de outubro de 1912) foi um nobre brasileiro.

## Biografia
Filho de Antônio Clemente Pinto Filho, 1.º barão, visconde e conde de São Clemente. Casou-se com Georgina Pereira de Faro, filha de José Pereira de Faro, 3.º barão de Rio Bonito.
Foi agraciado barão em 20 de julho de 1863.